# Casa de Brusque
Casa de Brusque ou Museu Histórico e Geográfico do Vale do Itajaí Mirim de Brusque é um museu brasileiro localizado na Centro da cidade de Brusque, no estado de Santa Catarina.
Seu acervo é composto por peças históricas, como roupas típicas, carruagens, teares, medalhas de torneios de caçadores, documentos e fotografias antigas do município e de seus arredores.
O museu foi inaugurado em 8 de agosto de 1971.